# 福岡市立鶴田小学校
福岡市立鶴田小学校（ふくおかしりつ つるたしょうがっこう）は、福岡県福岡市南区鶴田3丁目にある公立小学校。

## 沿革
- 1979年（昭和54年）
  - 4月 - 東花畑小学校・老司小学校・花畑小学校から分離し、鶴田小学校開校。
  - 5月 - 体育館完成。
  - 8月 - プール完成。
  - 12月 - 開校記念式典挙行。
- 1980年（昭和55年）6月 - パンダ来福記念像設置。
- 1983年（昭和58年）4月 - 公民館新設落成。
- 1984年（昭和59年）5月 - 実習田で稲作始まる。
- 1987年（昭和62年）3月 - 「学校の森」完成。
- 1988年（昭和63年）11月 - 創立10周年記念式典及び祝賀会挙行。
- 1989年（平成元年）4月 - 柏原小学校開校により、学区の一部を分離。
- 1990年（平成2年）3月 - テレビ放送設備設置。
- 1995年（平成7年）4月 - 学校週5日制導入。
- 1998年（平成10年）1月 - パソコン教室設置。同月、創立20周年記念式典挙行。
- 2004年（平成16年）3月 - 体育館全面改装。
- 2005年（平成17年）7月 - 公民館移転。
- 2007年（平成19年）5月 - プール改修。
- 2008年（平成20年）
  - 4月 - 特別支援学級開設。
  - 11月 - 創立30周年記念式典。
- 2009年（平成21年）3月 - 西トイレ全面改修。
- 2012年（平成24年）8月 - 校舎全面改修開始。
- 2013年（平成25年）8月 - 職員室・家庭科室・図工室等が改修。
- 2014年（平成26年）8月 - 校長室・玄関・音楽室・多目的室等が改修。
- 2015年（平成27年）8月 - 4階教室・理科室・給食室等が改修。
- 2016年（平成28年）8月 - 2階教室・3階教室・体育倉庫・運動場フェンス等の工事終了。放課後学習（3学年・4学年）開始。
- 2017年（平成29年）10月 - わいわい広場開設。

## 学区
出典
- 鶴田1丁目（全域）
- 鶴田2丁目（全域）
- 鶴田3丁目（全域）
- 鶴田4丁目（23番(8号～10号のみ)を除く）
- 柏原1丁目（26番のみ）
- 柏原2丁目（全域）
- 老司5丁目（29番～53番）

## 周辺
- 福岡県道602号後野福岡線
- 福岡海星女子学院高等学校
- 福岡海星女子学院附属小学校
- 福岡鶴田郵便局

## アクセス
- JR九州・JR西日本・福岡市営地下鉄博多駅から、
  - 西鉄バス66系統那珂川営業所行バスで、「福岡海星女子学院前」バス停下車後、徒歩約370m・約6分。
    - 他の路線バス系統については、交通アクセス(福岡海星女子学院ホームページ内)を参照。

  - 自動車で、約8.5km・約17分。
- JR西日本博多南線博多南駅から、車で約3.8km・約7分。
- 福岡都市高速道路環状線
  - 野多目ランプから、自動車で約3.2km・約6分。
  - 堤ランプから、自動車で約3.7km・約6分。

## 著名な卒業生
- 五郎丸歩（元ラグビー選手・元ラグビー日本代表） - 1997年（平成9年）度卒業。